# RKO Pictures
 (транскр.  Ар-Кеј-Оу радио пикчерс) америчка је филмска компанија за производну и дистрибуцију. Био је један од „великих пет” филмских студија Холивуда током златног доба. Данашњи власник већине библиотеке овог студија је Warner Bros. Discovery.
Произвео је два најуспешнија филма у историји: Кинг Конг (1933) и Грађанин Кејн (1941). Такође је радио и филмове у копродукцији с другим студијима, међу којима су Диван живот (1946) и Озлоглашена (1946). Такође је дистрибуирао филмове Волта Дизнија.